# Julio César La Cruz
Julio César La Cruz Peraza (Camagüey, 11 d'agost de 1989) és un boxejador cubà, guanyador de la medalla d'or olímpica en categories de pes semipesant i pes pesant masculina als Jocs Olímpics d'Estiu de 2016 i de 2020, respectivament. També es va proclamar quatre vegades campió del món, després d'haver guanyat la medalla d'or als Campionats del Món de 2011, 2013, 2015 i 2017. La Cruz té un rècord de 21-3 a les Sèries Mundials de Boxa.

## Trajectòria
Al Campionat del Món de boxa de 2011 va capitanejar la selecció nacional cubana, on a la semifinal va vèncer per punts (21-15) al número 1 rus Egor Mekhontsev, i a la final, després de 3 rondes, va derrotar el kazak Adilbek Niyazymbetov per 17–13. D'aquesta forma es va convertir en el quart baxejador campió mundial nascut a la província de Camagüey, després que ho fessin Adolfo Horta (1978 en 54 kg., 1982 en 57 kg. i 1986 en 60 kg.), Carlos García (1982 en 63 kg.) i Bernardo Comas (1982 en 75 kg.). Als Jocs Panamericans de 2011/, va aconseguir la medalla d'or i va permetre així que la selecció de Cuba encapçalés la classificació de medalles amb 8 ors i 1 plata. Va vèncer a l'equatorià Carlos Góngora a les semifinals i al brasiler Yamaguchi Falcão Florentino a la final per punts (22-12).
Als Jocs Olímpics d'Estiu de 2012, Falcão Florentino el va batre als quarts de final en una revenja de la final perduda als Jocs Panamericans de l'any abans. Al Campionat del Món de 2013, disputat a Almati, va guanyar a Serge Michel, Oleksandr Ganzulia, Abdelhafid Benchabla i Joe Ward, abans de tornar a vèncer a Niyazymbetov a la final. El 4 de gener de 2014 va ser hospitalitzat després de rebre un tret fora d'un centre d'esbarjo de la seva ciutat natal. El 2015 va tornar a guanyar la medalla d'or al Campionat del Món, disputat a Doha. Als Jocs Olímpics d'estiu de 2016, disputats a Rio de Janeiro, va tornar guanyar la medalla d'or olímpica en la prova de pes semipesant masculí.
Als Jocs Olímpics d'Estiu de 2020 es va estrenar en la categoria de pes pesant. Durant la competició va cridar l'atenció dels mitjans de comunicació internacional per expressar el seu suport al govern cubà i l'oposició al canvi de règim a l'illa declarant, després de la victòria a quarts de final contra un oponent cubà nacionalitzat espanyol, «Patria y vida, no.¡Patria o muerte, venceremos!» ("Pàtria i vida, no. Pàtria o mort, vencerem!"). Hores després va rebre la felicitació del president cubà Miguel Díaz-Canel «per la seva actitud patriòtica i revolucionària». En aquelles olimpíades va guanyar la medalla d'or després de vèncer a la final al boxejador rus Muslim Gadzhimagomedov.